# Derecho preconcursal
Se utiliza la expresión Derecho preconcursal para referirse al conjunto de normas jurídicas que tienen por objeto la prevención del concurso de acreedores y/o la insolvencia del deudor. Se diferencia del Derecho concursal en cuanto este regula el concurso de acreedores mientras que el Derecho preconcursal busca soluciones alternativas al concurso. A su vez el optar por una medida preconcursal permite al deudor eludir su deber de declaración de concurso, aunque sus dificultades económicas y financieras constituyan ya insolvencia actual.
Cuando las soluciones ofrecidas por el Derecho preconcursal no son suficientes debe abrirse el concurso con distintas consecuencias según el instituto preconcursal escogido.

## Fundamento
Evitar la declaración de concurso puede ser positivo tanto para el acreedor como el deudor. Para el deudor el concurso supone una intervención o suspensión en las facultades de administración y disposición de sus bienes, lo que puede no favorecer la conservación de la actividad profesional o empresarial que realice. Por otro lado para el acreedor pueden suponer una vía segura y rápida de garantizar su cobro.

## Institutos preconcursales
La legislación ofrece dos institutos diseñados como alternativa del concurso: los acuerdos extrajudiciales de pagos y los acuerdos de refinanciación.

### 1. Acuerdos extrajudiciales de pago
También llamada mediación concursal, consiste en acuerdos extra-concursale realizados entre el deudor y algunos de sus acreedores cuya consecución se encomienda a un mediador concursal. Legalmente se reerva para personas naturales, empresarios y PYMEs.
En caso de no prosperar se procede a la apertura del concurso de acreedores con la única posibilidad de concluirlo con la liquidación.

### 2. Acuerdos de refinanciación
Consiste en acuerdos extraconcursales entre el deudor y algunos de sus acreedores en los que no se requiere la intervención del mediador, pero sí en ciertos casos la homologación judicial. Utilizado sociológico y económicamente por grandes empresas. Generalmente son propuestas realizadas por las entidades financieras que buscan modificar las condiciones de pago de su deudor para que puedan presumiblemente cumplir con sus obligaciones. 
En caso de no prosperar se procede a la apertura del concurso de acreedores quedando abierta tanto la vía del convenio como la liquidación para su conclusión.